# Feltiella acarisuga
Feltiella acarisuga es una pequeña mosquita predadora que se alimenta de varias especies de ácaros. Es común cuando se dan colonias de ácaros. Requiere gran densidad de ácaros y alta humedad para establecerse.  

## Modo de acción
Los adultos buscan colonias de ácaros y cuando las localizan depositan sus huevos cerca de ellas. Las larvas se alimentan de los huevos de los ácaros, absorbiendo su interior. También se alimentan de ninfas y adultos de ácaros. Los huevos tardan una semana en madurar. El estado de pupa dura aproximadamente una semana. Los ácaros que son matados por las larvas adquieren un color marrón o negro. Pueden encontrarse gran número de sus larvas en hojas infectadas por ácaros. Sus capullos blancos se pueden encontrar cerca de las nerviaciones de las hojas. 

## Uso en control biológico
Feltiella acarisuga se usa para controlar las poblaciones de ácaros en gran número de cultivos de invernadero o al aire libre. Un larva de este díptero puede consumir una media de 15 ácaros adultos, 30 formas inmaduras o unos 80 huevos por día. F.acarisuga se ha mostrado muy efectiva en el control de arañas rojas en tomate, pimiento y pepino. F. acarisuga también se utiliza en el control de ácaros en fresa y varios cultivos ornamentales.
Depreda a los ácaros llamados arañas rojas Tetranychus cinnabarinus, Tetranychus urticae y otros.